# خاندان یامانوئوچی اوئه‌سوگی
خاندان یامائوچی اوئه‌سوگی (به ژاپنی: 山内上杉家 やまのうちうえすぎけ)، یکی از خاندان های اوئه‌سوگی بود که در دوره موروماچی منطقه کانتو را اشغال کردند. این خاندان با اوئه‌سوگی نوری‌آکی (نخستین کانتو کانری)، رئیس نسل چهارم خاندان اوئه‌سوگی شروع شد و نام آن از محل اقامت خاندان در یامائوچی، کاماکورا گرفته شده است.